# Boettcheria bisetosa
Boettcheria bisetosa is een vliegensoort uit de familie van de dambordvliegen (Sarcophagidae). De wetenschappelijke naam van de soort is voor het eerst geldig gepubliceerd in 1914 door Parker.